# Carlo Nicola Carnevali
Carlo Nicola Carnevali (Roma, 1811 – Roma, 1885) è stato un architetto italiano.

## Biografia

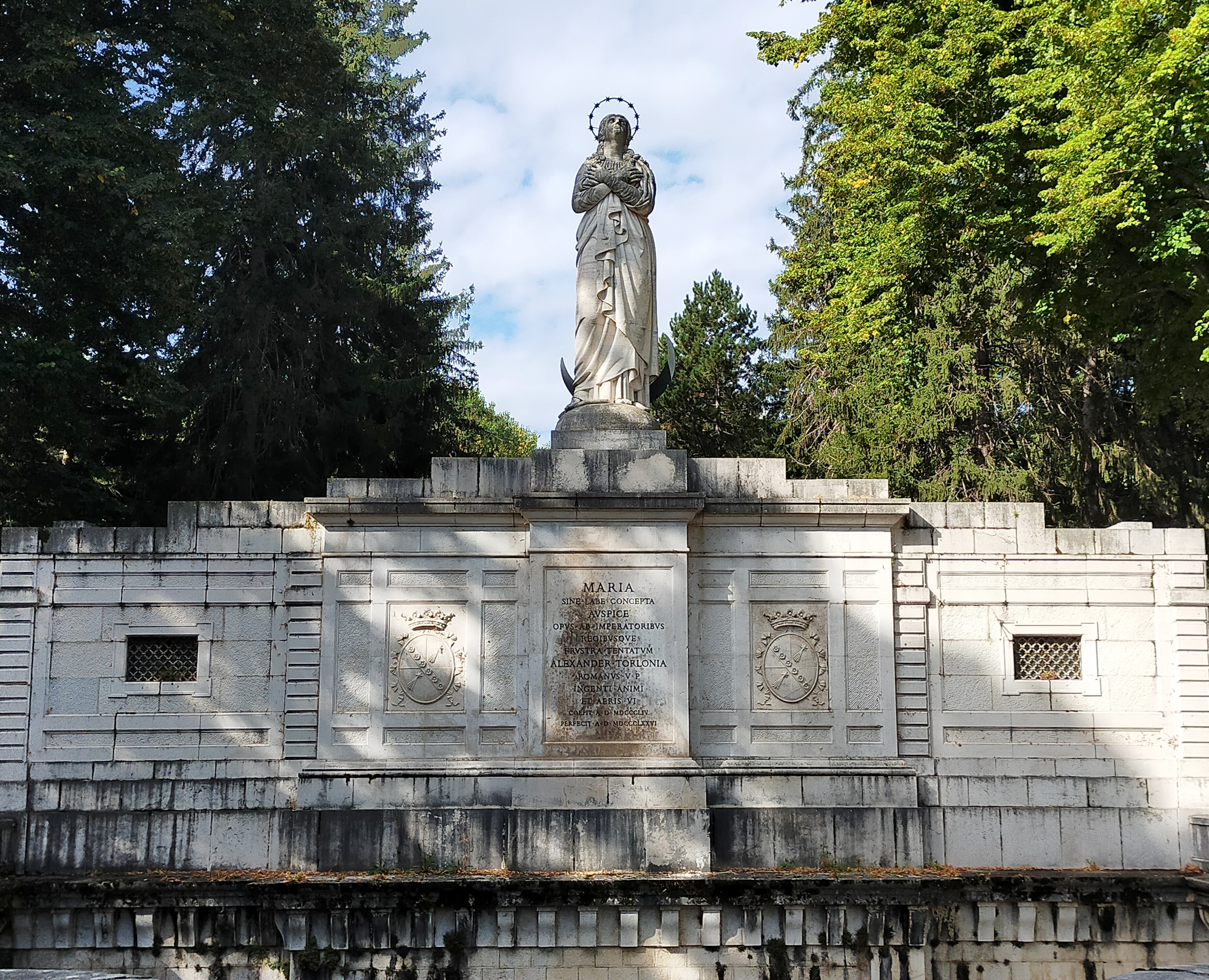
Madonna dell'Incile del Fucino

Carlo Nicola Carnevali nacque a Roma nel 1811. Divenuto uno tra i più accreditati architetti della capitale è noto per aver lavorato per la famiglia Torlonia e per aver progettato i restauri ottocenteschi di alcuni importanti teatri romani.
Tra il 1839 e il 1840 ricostruì il settecentesco teatro Pallacorda che nel corso dell'anno successivo prese il nome Metastasio. L'edificio romano fu definitivamente demolito nel 1926.
Tra il 4 giugno e il 27 luglio 1842 furono innalzati i due obelischi di villa Torlonia da lui progettati e dedicati ad Anna Maria Schultheiss e Giovanni Raimondo Torlonia, rispettivamente madre e padre del committente delle opere, il banchiere Alessandro Torlonia. 
Progettò il recupero architettonico e il rifacimento delle facciate di alcuni palazzi del centro storico di Monterotondo e la realizzazione di due archi di trionfo in occasione della visita nella città eretina di Papa Gregorio XVI avvenuta nel 1845.
Tra il 1859 e il 1861 diresse i lavori di restauro prima al teatro Alibert e poi al teatro Argentina di proprietà dei Torlonia dal 1843. Progettò anche la ristrutturazione e l'ampliamento del teatro Tordinona-Apollo, gravemente danneggiato in seguito all'assedio di Roma del 1849. L'edificio fu distrutto nella seconda metà dell'Ottocento e ricostruito in forma del tutto diversa negli anni trenta del secolo successivo. Non è certo che abbia progettato lui l'ampliamento del casino detto "dell'Aurora" presso villa Ludovisi al Pincio. 
Nel 1876 fu realizzata su progetto del Carnevali la Madonna dell'Incile nei pressi dell'emissario del Fucino, in Abruzzo. Frammenti della statua crollata con il terremoto della Marsica del 1915 sono esposti nella villa Torlonia di Avezzano.
Nella seconda metà dell'Ottocento fu realizzata, con ogni probabilità su un suo disegno, una scultura contenente lo stemma del principato del Fucino che includeva oltre alla corona un'araba fenice sul rogo a simboleggiare la rinascita del territorio dopo il prosciugamento del lago Fucino. L'opera, collocata sulla facciata del palazzo Torlonia di Avezzano ricostruito dopo il sisma del 1915, andò persa nel 1944 verso la fine della seconda guerra mondiale, forse trafugata dai nazisti in ritirata.

## Opere
- Casa Carnevali, via della Madonna dei Monti, Roma.
- Palazzo camerale in Roma (1837-1839)
- Teatro Pallacorda a Roma (1840)
- Seconda chiesa di Santa Maria del Carmine e San Giuseppe al Casaletto in Roma (1854)
- Casino dell'Aurora di Villa Ludovisi a Roma (1858)
- Teatro Alibert a Roma (1859)
- Teatro Argentina a Roma (1859-1861)
- Teatro Tordinona-Apollo a Roma (1862)
- Hotel De Russie a Roma (1870-1872)
- Madonna dell'Incile e parco dell'Incile del Fucino ad Avezzano (1876)
- Stemma del principato del Fucino
- Decorazioni altare maggiore di Santa Maria della Vittoria a Roma (1880)[3]
- Chiesa di San Giovanni Battista a Palata Pepoli di Crevalcore (1883-1885)[4]